# Ensayo de vacío

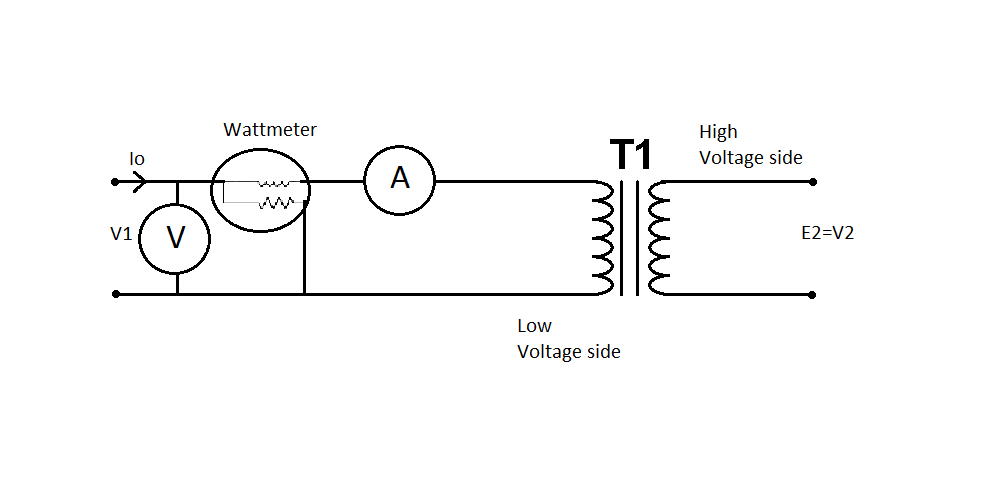
Esquema de circuito para prueba de circuito abierto

En ingeniería eléctrica, el ensayo de vacío es un método utilizado para determinar diversos parámetros de las máquinas eléctricas mediante pruebas realizadas sin carga aplicada.
En el caso de un transformador permite determinar la impedancia de vacío en la rama de excitación del mismo. El ensayo de vacío es esencial a la hora de caracterizar un transformador, puesto que la impedancia de vacío es uno de los parámetros fundamentales de su circuito equivalente.

## Método
Los pasos para llevar a cabo el ensayo de vacío de un transformador monofásico son los siguientes:
1. El secundario del transformador se deja abierto.
2. Se conectan los siguientes elementos de medida:
  - Un vatímetro al primario.
  - Un amperímetro en serie con el primario.
  - Un voltímetro al primario.
3. Se aplica la tensión nominal del secundario al primario.
4. Por último, se anotan las medidas observadas y se realizan los cálculos oportunos.

## Razonamiento
Si la tensión aplicada es la tensión nominal entonces aparecerá un flujo magnético nominal. Como las pérdidas en el hierro son función de la tensión aplicada, las pérdidas serán nominales. Por ello las pérdidas en el hierro son máximas a tensión nominal. Esta pérdida en el hierro máxima se mide utilizando el vatímetro. Como la impedancia serie del transformador es muy pequeña comparada a la de la rama de excitación, toda la tensión de entrada cae en la rama de excitación. Por ello el vatímetro solo mide las pérdidas en el hierro.  Este ensayo sólo mide las pérdidas en el hierro combinadas que constan de las pérdidas de histéresis y las pérdidas por corrientes de Foucault.  A pesar de que las pérdidas por histéresis son menores que las debidas a las corrientes de Foucault, no se pueden despreciar.  Las dos pérdidas pueden ser separadas alimentando el transformador con una fuente de frecuencia variable, ya que las pérdidas de histéresis varían linealmente con la frecuencia y las corrientes de Foucault varían con el cuadrado de la frecuencia.
Como el secundario del transformador está abierto, el primario absorbe la corriente de vacío, que incluye ciertas pérdidas en el cobre. Esta corriente de vacío es muy pequeña y como las pérdidas en el cobre en el primario son proporcionales al cuadrado de la corriente, es insignificante.  No hay pérdidas en el cobre en el secundario porque no hay corriente en el secundario.
La corriente, la tensión y la potencia se miden en el primario para obtener la admitancia y el factor de potencia.

## Cálculos
La corriente {\displaystyle \mathbf {I_{0}} } es muy pequeña. 

### Impedancia
Usando las ecuaciones anteriores, {\displaystyle \mathbf {X_{0}} } y {\displaystyle \mathbf {R_{0}} } se pueden obtener como,
{\displaystyle \mathbf {X_{0}} ={\frac {\mathbf {V_{1}} }{\mathbf {I_{m}} }}} 

{\displaystyle \mathbf {R_{0}} ={\frac {\mathbf {V_{1}} }{\mathbf {I_{w}} }}} 

Así,
{\displaystyle \mathbf {Z_{0}} ={\sqrt {\mathbf {R_{0}} ^{2}+\mathbf {X_{0}} ^{2}}}} 

O bien,
{\displaystyle \mathbf {Z_{0}} =\mathbf {R_{0}} +\mathbf {j} \mathbf {X_{0}} } 

### Admitancia
La admitancia es el inverso de la impedancia. Por tanto,
{\displaystyle \mathbf {Y_{0}} ={\frac {1}{\mathbf {Z_{0}} }}} 

La conductancia {\displaystyle \mathbf {G_{0}} } se puede calcular como,
{\displaystyle \mathbf {G_{0}} ={\frac {\mathbf {W} }{\mathbf {V_{1}} ^{2}}}} 

Por ello la susceptancia,
{\displaystyle \mathbf {B_{0}} ={\sqrt {\mathbf {Y_{0}} ^{2}-\mathbf {G_{0}} ^{2}}}} 

O bien,
{\displaystyle \mathbf {Y_{0}} =\mathbf {G_{0}} -\mathbf {j} \mathbf {B_{0}} } 

Siendo,
{\displaystyle \mathbf {W} } la lectura del vatímetro
{\displaystyle \mathbf {V_{1}} } es el voltaje nominal aplicado
{\displaystyle \mathbf {I_{0}} } es la corriente de vacío
{\displaystyle \mathbf {I_{m}} } es el componente de imantación de la corriente de vacío
{\displaystyle \mathbf {I_{w}} } es la pérdida en el núcleo de la corriente de vacío
{\displaystyle \mathbf {Z_{0}} } es la impedancia de excitación
{\displaystyle \mathbf {Y_{0}} } es la admitancia de excitación